# Hockey su prato ai I Giochi olimpici giovanili estivi

## Squadre partecipanti

### Uomini
- Australia
- Belgio
- Cile
- Ghana
- Pakistan
- Singapore

### Donne
- Argentina
- Corea del Sud
- Irlanda
- Nuova Zelanda
- Paesi Bassi
- Sudafrica

## Podi

### Uomini
| Evento                              | Oro       | Argento  | Bronzo |
| Hockey su prato maschile (dettagli) | Australia | Pakistan | Belgio |

### Donne
| Evento                               | Oro         | Argento   | Bronzo        |
| Hockey su prato femminile (dettagli) | Paesi Bassi | Argentina | Nuova Zelanda |

## Medagliere
| Posizione | Paese         |   |   |   | Totale |
| --------- | ------------- | - | - | - | ------ |
| 1         | Australia     | 1 | 0 | 0 | 1      |
| 1         | Paesi Bassi   | 1 | 0 | 0 | 1      |
| 3         | Argentina     | 0 | 1 | 0 | 1      |
| 3         | Pakistan      | 0 | 1 | 0 | 1      |
| 5         | Belgio        | 0 | 0 | 1 | 1      |
| 5         | Nuova Zelanda | 0 | 0 | 1 | 1      |
| Totale    | Totale        | 2 | 2 | 2 | 6      |